# Instytut Badań Problemów Młodzieży
Instytut Badań Problemów Młodzieży – jednostka organizacyjna Komitetu Rady Ministrów do Spraw Młodzieży, istniejąca w latach 1983–1988, powstała w celu inspirowania i prowadzenia prac naukowo-badawczych, rozwojowych i wdrożeń dotyczących spraw młodzieży w skali kraju, naukowego rozpoznania problemów i dążeń młodzieży oraz informowania organów państwowych i opinii społecznej o warunkach rozwoju oraz potrzebach ekonomicznych, kulturalnych i edukacyjnych młodego pokolenia. Instytut Badań Problemów Młodzieży powstał w drodze przekształcenia Instytutu Badań nad Młodzieżą.

## Powstanie Instytutu
Na podstawie zarządzenia Prezesa Rady Ministrów z 1983 r. w sprawie utworzenia Instytutu Badań Problemów Młodzieży ustanowiono Instytut. Powstanie Instytut miało związek z ustawą 1973 r. o zmianie przepisów dotyczących stopni naukowych i tytułów naukowych oraz organizacji instytutów naukowo-badawczych.

## Przedmiot działania Instytutu
Przedmiotem działania Instytutu było prowadzenie prac naukowo-badawczych, rozwojowych i wdrożeń dotyczących spraw młodzieży w skali kraju, w tym do podstawowych zadań Instytutu należało:
- inicjowanie i prowadzenie badań naukowych dotyczących zasadniczych problemów młodego pokolenia,
- prowadzenie badań porównawczych w odniesieniu do sytuacji młodzieży w krajach uprzemysłowionych, ze szczególnym uwzględnieniem krajów socjalistycznych,
- gromadzenie i opiniowanie wyników badań naukowych dotyczących problemów młodzieży, realizowanych przez inne jednostki organizacyjne prowadzące działalność naukowo-badawczą,
- przygotowywanie bieżących raportów i informacji o wynikach badań dotyczących problemów młodzieży w Polsce i na świecie oraz ich przedstawianie organom władzy i administracji państwowej, władzom organizacji politycznych i społecznych, a w szczególności oraz Ministrowi - Członkowi Rady Ministrów do Spraw Młodzieży,
- doskonalenie kadr naukowych wyspecjalizowanych w problematyce naukowo-badawczej dotyczącej spraw młodzieży,
- podejmowanie i realizowanie zadań naukowo-badawczych i ekspertyz zlecanych doraźnie przez Komitet Rady Ministrów do Spraw Młodzieży lub Ministra, w tym badań sondażowych.

## Wykonywanie zadań przez Instytut
Instytut wykonywał swoje zadania przez:
- inicjowanie, organizowanie i prowadzenie we własnym zakresie prac naukowo-badawczych, rozwojowych oraz wdrożeń głównie o charakterze interdyscyplinarnym, z udziałem pedagogów, psychologów, socjologów, ekonomistów, politologów i przedstawicieli innych dyscyplin naukowych,
- współpracę z jednostkami zaplecza naukowo-badawczego resortów, które zajmują się sprawami młodzieży, organizacjami młodzieżowymi i społeczno-zawodowymi oraz innymi instytucjami naukowymi w kraju i za granicą o zbliżonym zakresie działania,
- gromadzenie i opracowywanie informacji i dokumentacji związanej z działalnością Instytutu oraz badaniami naukowymi dotyczącymi problemów młodzieży, prowadzonymi w kraju i za granicą,
- opracowywanie analiz i raportów zgodnie z zakresem tematycznym ustalonym przez Komitet Rady Ministrów do Spraw Młodzieży i Ministra,
- organizowanie sesji i konferencji naukowych, uczestnictwo w naradach oraz zjazdach krajowych i zagranicznych o tematyce wiążącej się z działalnością Instytutu,
- publikowanie i upowszechnianie wyników prac naukowo-badawczych.

## Zniesienie Instytutu
Na podstawie uchwały Rady Ministrów z 1988 r. w sprawie uznania niektórych uchwał Rady Ministrów i Prezydium Rządu ogłoszonych w Monitorze Polskim za nieobowiązujące zlikwidowano Instytut.